# Stephen R. Lyons

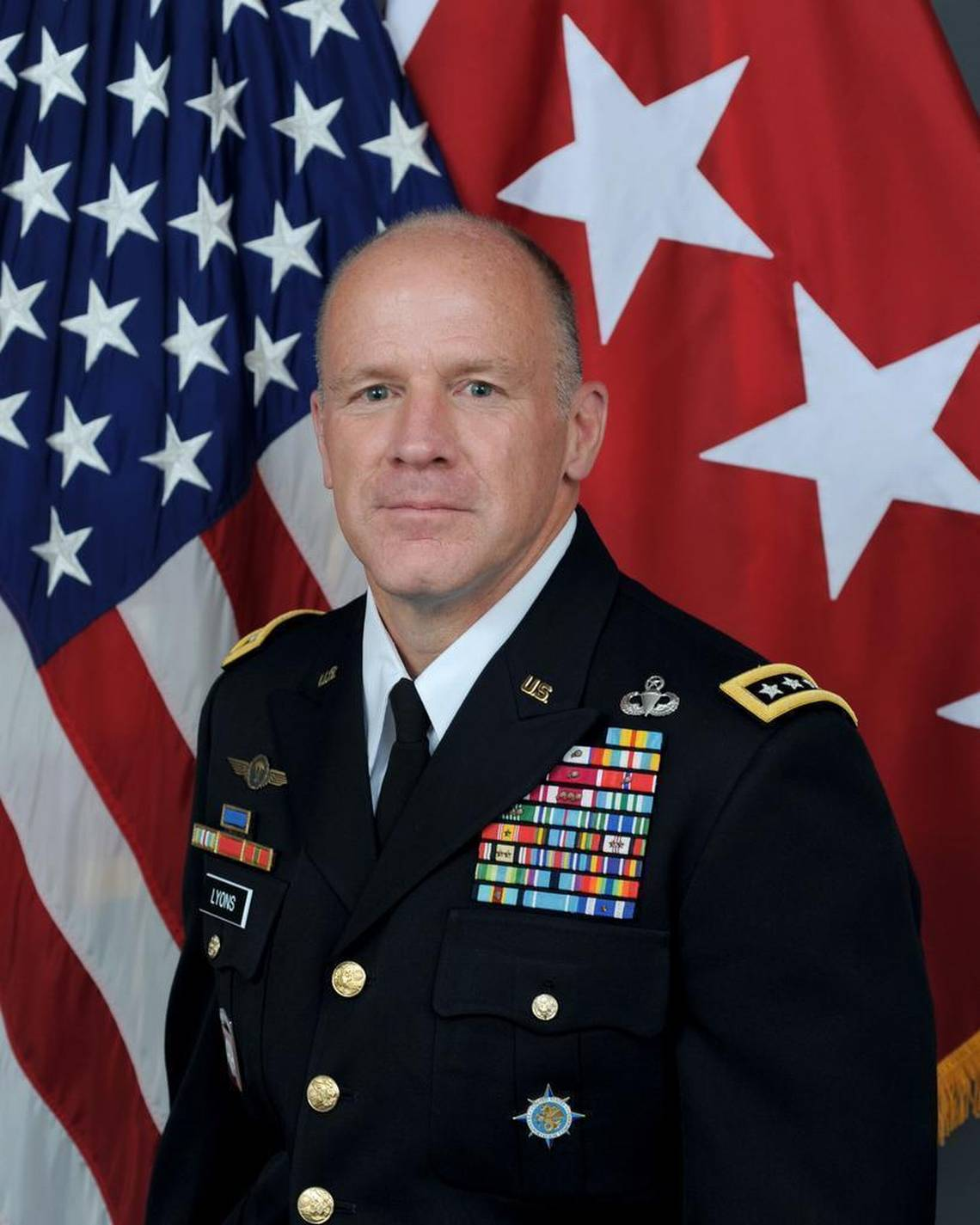
Stephen R. Lyons (2018)

Stephen R. Lyons (* in Rensselaer, New York) ist ein ehemaliger US-amerikanischer General der United States Army und war von 2018 bis 2021 der 13. Kommandeur des United States Transportation Command.

## Leben
Stephen R. Lyons trat 1983 nach einem Studium der Criminal Justice am Rochester Institute of Technology als Reserveoffizieranwärter in die United States Army ein. Vor Beginn seines Kommandos beim United States Transportation Command hatte er bereits 36 Jahre Militärdienst hinter sich und war während dieser Zeit unter anderem während des Kalten Krieges in Deutschland als Teil der 1st Armored Division stationiert. Weitere Verwendungen als Kommandeur umfassten unter anderem das 82nd Airborne Division Support Command sowie die 82nd Sustainment Brigade. Verwendungen in Ämtern und Behörden der US-Streitkräfte waren beispielsweise der des Adjutant des Commander, United States Army Material Command und der des Direktors für Nachschub und Logistik des US-Heeres. 2003 war er als Bataillonskommandeur Teil der US-amerikanisch geleiteten Invasion des Iraks (Operation Iraqi Freedom), später zudem im Rahmen der International Security Assistance Force (Operation Enduring Freedom) in Afghanistan eingesetzt.

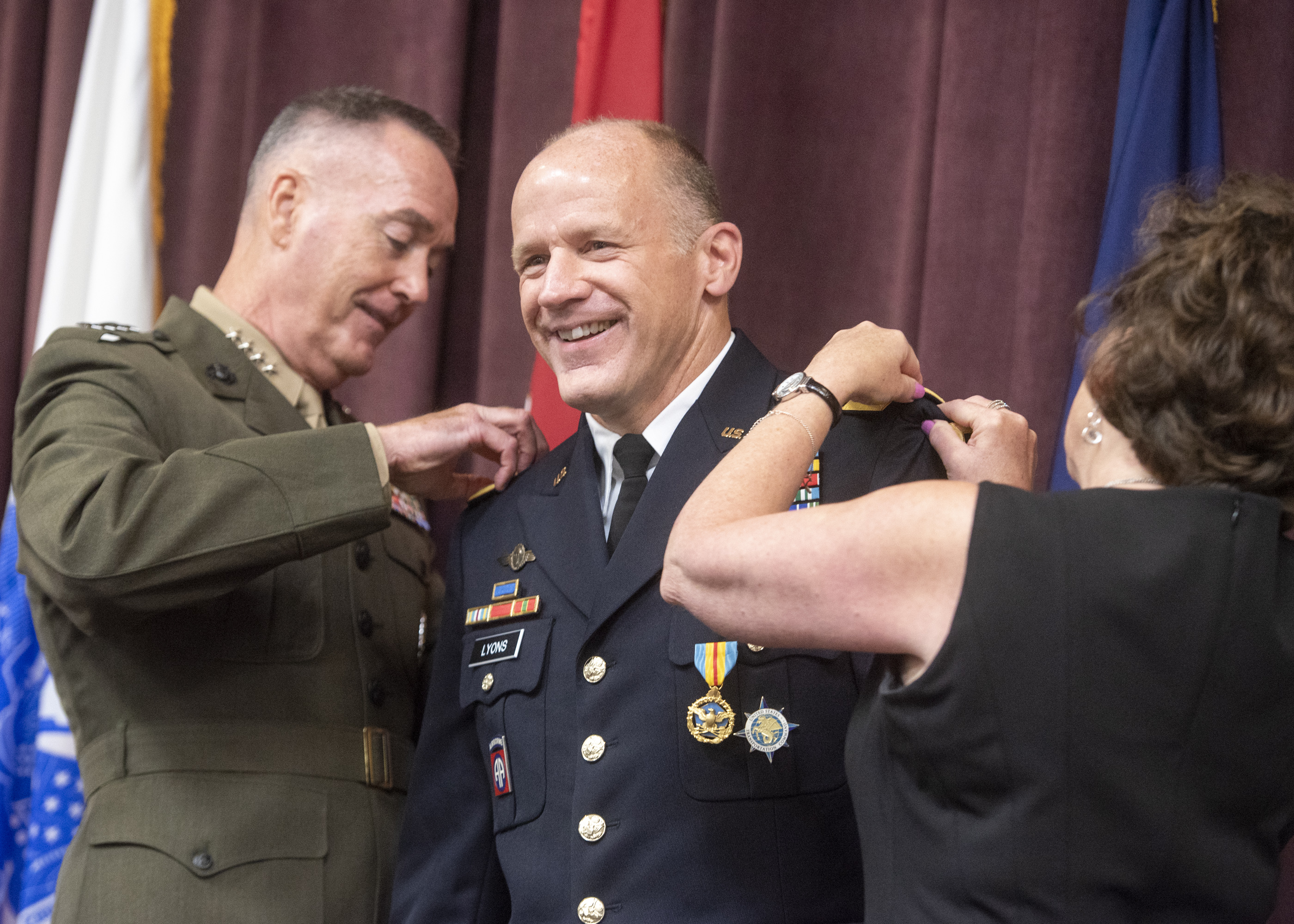
Lieutenant General Stephen R. Lyons wird kurz vor der Übernahme des Kommandos des USTRANSCOM durch den Chairman of the Joint Chiefs of Staff, General Joseph F. Dunford (United States Marine Corps) und seine Frau zum General befördert.

Von 2015 bis 2017 war er bereits stellvertretender Kommandeur des United States Transportation Command im Range eines Lieutenant General. 2018 übernahm er vom General der United States Air Force Darren W. McDew selbst das Kommando und wurde am gleichen Tag zum General befördert. Lyons war der erste Kommandeur des Transportation Command, der nicht aus den Reihen der United States Air Force gestellt wurde (interimistisch wurde das Kommando 2008 kurzzeitig von Vice Admiral Ann E. Rondeau, United States Navy, geführt).
Nach seinem Ausscheiden aus dem Militärdienst wurde er 2022 vom Weißen Haus und dem United States Department of Transportation zum Beauftragten für Häfen und Lieferketten (englisch Port and Supply Chain Envoy) ernannt, der sich um die Beseitigung von Hindernissen unter anderem bei Transportwegen in den USA kümmern soll. Er löste in dieser Rolle John Porcari ab. Er arbeitet zudem als Berater in der freien Wirtschaft.